# Championship Pool
Championship Pool — відеогра у жанрі спортивного симулятора, розроблена Bitmasters та видана Mindscape у жовтні 1993 року для NES, SNES, Game Boy, Sega Mega Drive та MS-DOS. Це офіційна відеогра Більярдного конгресу США.
Відеогра була розроблена Францом Ланзінгером і Девідом О'Ріва. Музику написав Джеррі Гербер.  

## Геймплей
Відеогра в жанрі спортивного симулятора в пул з видом зверху. Гравець, переміщаючи курсор, вказує ціль для переміщення шара, а траєкторію руху показує контур шара.
Гра має 4 режими:
- Tournament (укр. Турнір) — гравець бере участь у турнірі з пул-8 пул-9 проти 32 противників.
- Challenge (укр. Випробування) — режим, де гравець грає у різні види пула, такі як: 14.1 з продовженням, вісімка, дев'ятка, прямий пул, трійка, швидкий пул.
- Party (укр. Група) — мультиплеєрний режим. Має такі ігри: 2—8 гравців — десятка, ротація, прямий пул, пул-15, трійка, швидкий пул; 2 гравці — стрейт, бортовий пул, непереривний пул
- Freestyle (укр. Вільна гра) — режим без противників, де гравець практикується грати в пул.

## Рецензії
Nintendo Power оцінив відеогру на 3,325 з 5.